# Karl Keyßner

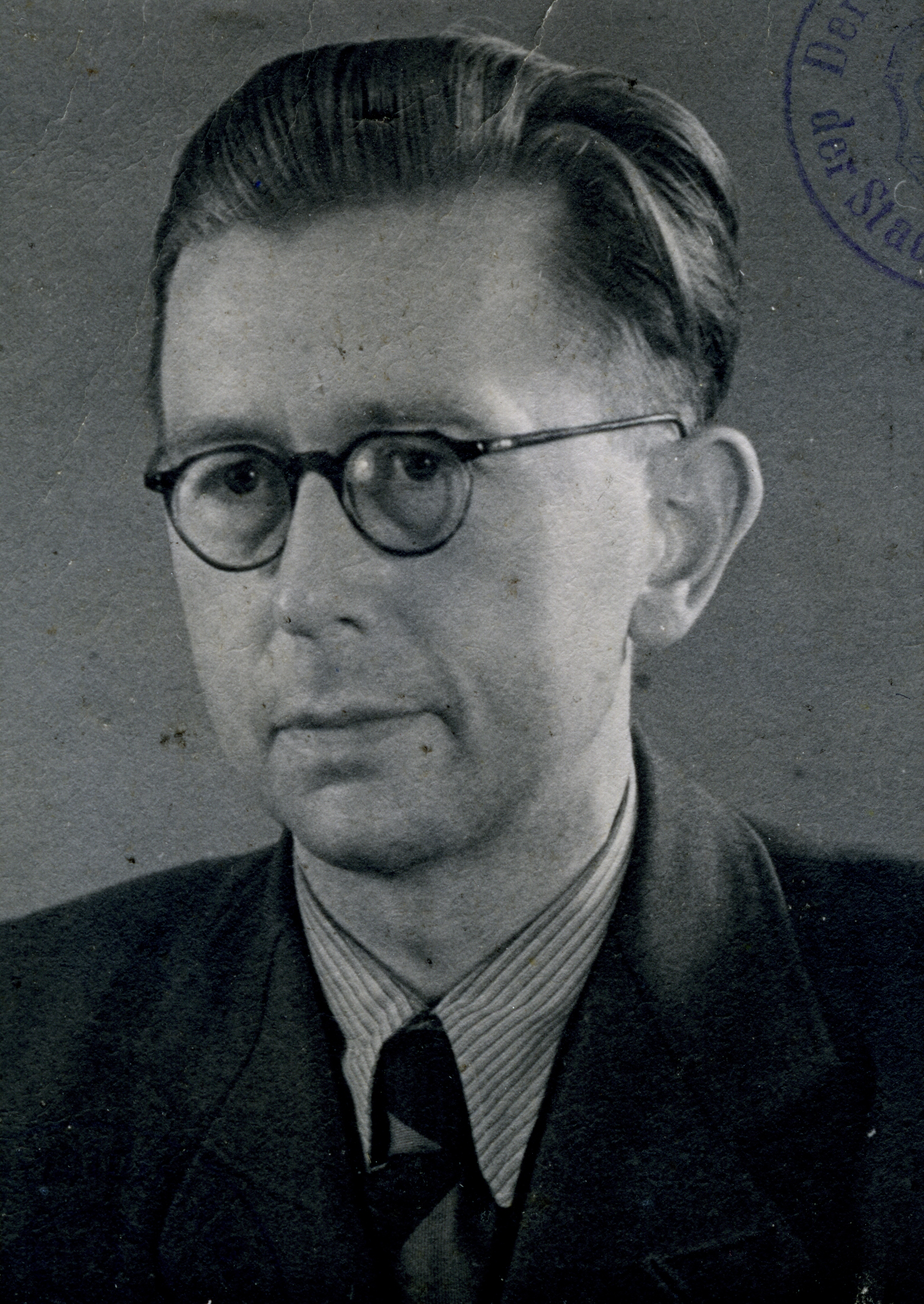
Karl Keyßner

Karl Keyßner (* 14. Dezember 1906 in Würzburg; † 17. Juli 1978 in Coburg) war ein deutscher Klassischer Philologe und Gymnasialdirektor.

## Leben
Karl Keyßner, der Sohn des Kaufmanns Otto Keyßner und seiner Frau Anna geb. Wolfert, wuchs in Würzburg auf, wo er die Volksschule und das Neue Gymnasium besuchte. Nach der Reifeprüfung (Ostern 1925) studierte er Rechtswissenschaften und Klassische Philologie an der Universität München. Im dritten Semester entschied er sich ganz für die Philologie und wechselte für zwei Semester an die Universität Bonn. Ab dem Sommersemester 1927 studierte er an seiner Heimatuniversität in Würzburg, wo er zum Ende des Wintersemesters 1929/30 das Erste Staatsexamen ablegte und am 17. Juni 1930 zum Dr. phil. promoviert wurde. Seine Dissertation über griechische Hymnen wurde von Friedrich Pfister betreut und erschien 1932 in der Reihe Würzburger Studien zur Altertumswissenschaft.
Nach dem Studium arbeitete Keyßner als Gymnasiallehrer, zunächst am Alten Gymnasium in Würzburg, ab 1946 (als Studienrat) am Gymnasium in Fürth, ab 1954 am Jean-Paul-Gymnasium in Hof (als Oberstudienrat), ab 1956 als Oberstudiendirektor am Casimirianum in Coburg. Dort organisierte er die Erweiterungsbauten und die Renovierung des historischen Schulgebäudes nach den Denkmalschutzrichtlinien.
Im Ruhestand (ab 1972) engagierte sich Keyßner für die Bewahrung des historischen Stadtbildes von Coburg. Zusammen mit Gleichgesinnten gründete er 1973 den Verein „Stadtbild Coburg“, dessen erster Vorsitzender er war (bis 1976).
Neben seiner Tätigkeit im Schuldienst war Keyßner wissenschaftlich tätig. Er veröffentlichte unter anderem eine kommentierte Schulausgabe zu Plutarchs Perikles-Vita und verfasste zahlreiche Artikel für die Realenzyklopädie der klassischen Altertumswissenschaft (RE) über griechische Mythologie und Religion.

## Schriften (Auswahl)
- Studien zum griechischen Hymnus. Würzburg 1931 (Teildruck der Dissertation, mit Lebenslauf S. 87)
- Gottesvorstellung und Lebensauffassung im griechischen Hymnus. Stuttgart 1932 (erweiterte Dissertation). Nachdruck Ann Arbor 1980
- Betrachtungen zum Dialogus des Tacitus. In: Studien zu Tacitus. Carl Hosius zum 70. Geburtstag am 21. März 1936 dargebracht. (Würzburger Studien zur Altertumswissenschaft 9), Stuttgart 1936, S. 94–116 (Nachdruck in Viktor Pöschl (Hrsg.): Tacitus. Wege der Forschung 97, Darmstadt 1986, S. 338–361)
- Die bildende Kunst bei Properz. In: Würzburger Studien. Band 13 (1938), S. 169–189 (Nachdruck in Werner Eisenhut (Hrsg.): Properz. Wege der Forschung 237, Darmstadt 1975, S. 264–186)
- Das Gymnasium Fürth 1896–1950 und seine Vorgeschichte. Fürth 1950
- Plutarchus: Vitae parallelae. Perikles. Bamberg 1956